# Lingua aUI
aUI è una lingua artificiale creata da John W. Weilgart.

## Grammatica
aUI si serve di 42 fonemi (incluse variazioni nasalizzate delle vocali per i numeri), ad ognuno dei quali è associato un significato.
La lingua fu progettata per far sì che idealmente il significato di ogni fonema fosse legato con le proprietà del fonema stesso. Il fonema /b/, per esempio, che significa "insieme", viene pronunciato con le labbra pressate insieme. Alla i breve, che significa "luce", viene associato il suono dalla frequenza più alta, il più luminoso, mentre la I lunga, che significa "suono", richiede più tempo per la pronuncia, perché il suono viaggia meno velocemente della luce.
Ogni fonema ha anche un carattere che rappresenta il suo significato. Il simbolo per la a, che significa "spazio", per esempio, è un cerchio per racchiudere uno spazio aperto. Il simbolo per la e, che significa "movimento", segue il movimento di una nebulosa a spirale. La u, che significa "umano", è della forma di una v capovolta, che suggerisce un paio di gambe. La o, che significa "vita", viene rappresentata nella forma di una foglia, poiché le piante e la fotosintesi costituiscono la base di tutte le forme di vita. La v, che significa "attivo", è rappresentata da un fulmine, la cosa più attiva in natura. Il carattere per la g, che significa "dentro", è un puntino dentro a un cerchio. Il carattere per la t, che significa "verso", ha la forma di una freccia che punta verso destra.
aUI è un tentativo di oligosintesi e si dice che sia stata trasmessa a John W. Weilgart da un essere di un altro pianeta.
- a (pronunciato come la a in about): 'spazio'
- e (pronunciato come la e bend): 'movimento'
- i (pronunciato come i in win): 'luce'
- u (pronunciato come u in bush): 'umano'
- o (pronunciato come o in port): 'vita'
- y (pronunciato come ü in tedesco fünf): 'negativo'
- q (pronunciato come eu in francese jeune): 'condizione'
- A (pronunciato come a in water): 'tempo'
- E (pronunciato come ai in hair): 'materia'
- I (pronunciato come ee in sleep): 'suono'
- U (pronunciato come oo in soon): 'mente'
- O (pronunciato come o in go): 'sentimento'

- a*: 1 (l'asterisco indica che il suono è breve, nasale e si riferisce ad un numerale)
- e*: 2
- i*: 3
- u*: 4
- o*: 5
- A*: 6
- E*: 7
- I*: 8
- U*: 9
- O*: 10
- y*: 0

- b: 'insieme'
- c (pronunciato come sc in sciarpa): '(un) essere'
- d: 'attraverso'
- f: 'questo'
- g: 'dentro'
- h: 'domanda'
- j (pronunciato come j in francese jeune): 'uguale'
- k: 'sopra'
- l: 'rotondo'
- m: 'qualità'
- n: 'quantità'
- p: 'prima'
- r: 'positivo'
- s: 'cosa'
- t: 'verso'
- v: 'attivo'
- w: 'potenza'
- x (pronunciato come ch in Bach): 'relazione'
- z: 'parte'